# Batrachospermaceae
Batrachospermaceae E.M. Fries, 1825  é o nome botânico de uma família de algas vermelhas pluricelulares da ordem Batrachospermales.

## Gêneros
- Batrachospermella, Batrachospermum,  Nothocladus, Sirodotia, Tuomeya